# Carlo Agostoni
Carlo Agostoni (født 23. marts 1909 i Milano, død 25. juli 1972) var en italiensk fægter, som deltog i tre olympiske lege i første halvdel af 1900-tallet.
Agostoni var første gang med til OL i 1928 i Amsterdam, hvor han var med på kårdeholdet. Her var han med på til at vinde både indledende heat, semifinale og finalen, som Italien vandt foran Frankrig og Portugal. De andre på holdet var Marcello Bertinetti, Giulio Basletta, Giancarlo Cornaggia-Medici, Renzo Minoli og Franco Riccardi.
Ved OL 1932 i Los Angeles stillede han op både individuelt og som en del af holdet i kårde. Individuelt vandt han sin indledende pulje og klarede sig videre fra semifinalen, mens han i finalen opnåede 15 point, hvilket var nok til bronze, mens hans landsmand Giancarlo Cornaggia-Medici vandt guld og franskmanden Géo Buchard vandt sølv. I holdkampen gik Italien direkte i semifinalen, som de vandt, mens de i finalen måtte se sig besejret af Frankrig, der vandt guld, mens italienerne fik sølv og USA bronze.
Agostoni deltog for sidste gang ved OL i 1948 i London, hvor han i kårde blev nummer syv individuelt, Han var også med på det italienske hold, der vandt deres indledende heat og kvartfinale, mens de blev nummer to i semifinalen. I finalen var Frankrig endnu engang stærkest og vandt guld, mens Italien fik sølv og Sverige bronze.
Udover sine OL-bedrifter vandt Agostoni tre italienske mesterskaber (1930, 1931 og 1941). Han var med til at vinde VM-sølv for hold i 1930, VM-guld 1937 og VM-bronze i 1938.

## OL-medaljer
- 1928 Amsterdam –  Guld i kårde, hold
- 1932 Los Angeles –  Sølv i kårde, hold
- 1948 London –  Sølv i kårde hold
- 1932 Los Angeles –  Bronze i kårde, individuelt